# María Helena Doering
María Helena Doering Monsalve (Cali, 16 de noviembre de 1962) es una actriz y exmodelo colombiana, de ascendencia  alemana. 

## Biografía
De padre boliviano de ascendencia Alemana y madre colombiana, nació en Cali; Colombia. Realizó sus estudios en Colombia, Londres y posteriormente en Turín, Italia. Habla francés, inglés, italiano y español.
Casada con el italofrancés Daniele Morelli, en ese entonces corredor de rally. Esta relación duró varios años y llegó a su fin previo a su regreso a Colombia. En marzo de 1995, y luego de dos años de noviazgo, María Helena Doering contrae matrimonio en segundas nupcias con el arquitecto Eduardo Escobar Botero. En 2000 nació su único hijo, Alejandro Escobar Doering.
Comenzó sus incursiones en el teatro a los doce años en el TEC de Cali junto al escritor y director Sandro Romero Rey, pero lo dejó por unos años luego de irse a estudiar a Londres.
Trabajó a los trece años con reconocidos fotógrafos de Cali: Fernell Franco, Oswaldo López, Micky Calero y Jaime Andrés Orozco. Inició haciendo un comercial de Kolynos y luego realizó apariciones para Coffee Delight. Viajó a Italia en 1980 y allí se quedó durante trece años. 
En 1986, un ejecutivo de la fábrica italiana de automóviles Alfa Romeo la descubrió mientras hacía traducciones para un evento del Grupo Fiat. Se vinculó a la agencia Fashion Models, en Milán. Apareció en sesenta y siete comerciales de televisión en cinco años, figurando dentro de las modelos con mayor número de anuncios publicitarios grabados en el menor tiempo. Trabajó en Italia, Japón, Alemania, España, Estados Unidos y Francia. Figuró como modelo en reconocidas revistas de moda a nivel mundial como Vogue.
Durante su estadía en Italia y en conjunto con su carrera de modelo, realizó participaciones como actriz en la comedia Casa Vianello compartiendo escenario con figuras importantísimas del neorrealismo italiano como Raimondo Vianello y Sandra Mondaini, entre otros.
En 1992 fue contactada por Julio Sánchez Cristo para protagonizar la que se convertiría en su primera telenovela, La maldición del paraíso, en Colombia. En 1993 graba cuatro de los seis episodios de la serie Crónicas de una generación trágica, personificando a Magdalena Ortega de Nariño, dicha serie sale al aire a principios de 1993 y está basada en un proyecto del escritor colombiano Gabriel García Márquez, producción colombiana que, gracias a su contexto histórico, ha sido entregada como material gratuito de estudio en todas las escuelas del país.
Julio Jiménez (escritor) le dio el papel protagónico en la telenovela La viuda de Blanco junto al actor y cantante puertorriqueño Osvaldo Ríos en 1996. La cual años más tarde tendría una adaptación producida por Telemundo y Caracol televisión. Esta telenovela se vio en varios países de Latinoamérica, Europa y Asia. Por su actuación, María Helena es galardonada con los premios TV y Novelas y ACPE como mejor actriz protagónica.
Luego del éxito y popularidad recibida por La viuda de Blanco, es seleccionada para ser una de las presentadoras del noticiero Hora Cero junto al también actor Kenny Delgado. Dicho noticiero era grabado en los estudios Gravi, producido por R.T.I. para la programadora CPS Televisión y emitido los fines de semana en horario nocturno (21:30 aprox.) por el extinto Canal A.
Tras años retirada dedicada a su familia, regresó a la actuación en 2001 y protagonizó para Telemundo/Caracol la telenovela Luzbel está de visita, Telenovela que marcó controversia por su nombre, que tuvo que ser cambiado a Adrián está de visita para poder ser transmitida en los Estados Unidos. 
Más tarde sería parte del elenco de La venganza (Telemundo) y Milagros de amor (RCN) en 2002. En este mismo año figura dentro de los 50 artistas más hermosos según la revista People en español, además de ser escogida una de las mujeres más bellas de Colombia en la revista TVyNovelas Colombia.
En 2004 grabó La Saga: negocio de familia donde dio vida a Marlene Romero de Manrique. En este mismo año graba junto a Danna García y Miguel Varoni Te voy a enseñar a querer, personificando a Isabel de Méndez, una mujer de alta sociedad y a Orquídea Fernández, una prostituta e hija ilegítima del padre de Isabel. Este mismo año junto a Varoni protagonizó la película colombiana Mi abuelo, mi papá y yo.
En 2005 grabó varios episodios de la serie de Telemundo Decisiones. En 2006 se integra al elenco de la novela de corte humorístico de RCN Hasta que la plata nos separe dando vida a Rosaura Suárez de De la Peña, una mujer de la alta sociedad que por un revés económico termina trabajando de vendedora en una empresa de automóviles. Dicho personaje le trajo un gran reconocimiento por parte del público televidente y se transformó en uno de los consentidos de la novela.
En 2008 regresó a Telemundo para grabar Victoria, telenovela en la que personificó a Helena de Cárdenas y en la cual compartió con actores de la talla de Victoria Ruffo, Arturo Peniche, Mauricio Ochmann, Diana Quijano, Javier Delgiudice, entre otros.
En 2009 grabó para RCN la telenovela El penúltimo beso, donde interpretó a una exhippie. 
Durante 2009 y 2010 graba junto a Danna García, Segundo Cernadas, Diana Quijano, entre otros, la telenovela Bella Calamidades, una adaptación de Lola Calamidades del libretista Julio Jiménez (escritor). María Helena interpretó a Lorenza Cardona viuda de Machado, madrina de Lola, una mujer con mucho carácter. Gracias a su magnífica actuación en este personaje, obtuvo buenos comentarios por parte de los críticos y una excelente aceptación del público.
En 2010 graba su segunda novela de corte histórico en RCN, La Pola y personifica a Eusebia Caicedo de Valencia.
A fines de 2011 se lanza la película El escritor de telenovelas del libretista y productor colombiano Dago García. En este film María Helena da vida a Anabella, una matriarca de familia con carácter fuerte y una oculta pasión por el arte. 
En mayo de 2012 y con un personaje protagónico, se une al reparto de la comedia colombiana de RCN Pobres Rico, compartiendo set con Paola Rey y Juan Pablo Raba. Su personaje es Ana María Fernández de Rico, una mujer de la alta sociedad, arribista y clasista que ama entrañablemente a sus cuatro perros más que a sus tres hijos. Posee una fuerte adicción al alcohol, aunque no lo reconoce. Su mayor anhelo es vivir en Roma, pero por las circunstancias de la vida y las triquiñuelas de su sobrino, cae en la miseria absoluta.
A fines de 2012 retoma su carrera de modelo al ser seleccionada por Almacenes Éxito para ser rostro oficial de la marca exclusiva Bluss. Una colección con nuevas tendencias para la mujer adulta, realzando y transmitiendo jovialidad y frescura en su imagen.

## Filmografía

### Televisión
| Año       | Título                                        | Personaje                              |
| --------- | --------------------------------------------- | -------------------------------------- |
| 1991      | Casa Vianello                                 | Lucia                                  |
| 1992-1993 | La maldición del paraíso                      | Camila Sinisterra                      |
| 1993      | Crónicas de una generación trágica            | Magdalena Ortega de Nariño             |
| 1994-1995 | Las aguas mansas                              | Melissa Ferrer (Maura)                 |
| 1996-1997 | La viuda de Blanco                            | Alicia Guardiola Vda. de Blanco        |
| 2001-2002 | Luzbel está de visita o Adrián está de visita | Elsa Estrada de Franco                 |
| 2002-2003 | Milagros de amor                              | Catalina Pizarro de Hansen             |
| 2002-2003 | La venganza                                   | Helena Fontana Vizzo                   |
| 2004-2005 | Te voy a enseñar a querer                     | Isabel de Méndez/Orquídea Fernández    |
| 2004-2005 | La saga, negocio de familia                   | Marlene Romero de Manrique (años 70)   |
| 2005-2006 | Decisiones                                    | Varios personajes                      |
| 2006-2007 | Hasta que la plata nos separe                 | Rosaura Suárez de De la Peña           |
| 2007-2008 | Victoria                                      | Helena de Cárdenas                     |
| 2008      | El penúltimo beso                             | Lupe Preciado de Izquierdo             |
| 2010      | Bella Calamidades                             | Lorenza Cardona Viuda Machado          |
| 2010-2011 | La Pola                                       | Eusebia Caicedo Santamaria de Valencia |
| 2012      | Lynch                                         | Priscila                               |
| 2012-2013 | Pobres Rico                                   | Ana María Fernández de Rico            |
| 2013-2015 | Cumbia Ninja                                  | Madre de Juana                         |
| 2016      | Mujeres asesinas                              | Leonor, la madrastra                   |
| 2017      | Venganza                                      | Victoria Suárez de Piedrahíta          |
| 2018      | Sitiados                                      | Doña Marina de Asturias                |
| 2018-2019 | La ley del corazón 2                          | Beatriz de Duperly                     |
| 2021      | Enfermeras                                    | Gigi Benatar                           |
| 2021      | Última hora                                   | Mónica                                 |
| 2022      | Sin la luz perpetua                           | Soledad                                |
| 2024      | Rojo carmesí                                  | Beatriz Guzmán de Castañeda            |

## Cine
| Año  | Título                     | Personaje        |
| ---- | -------------------------- | ---------------- |
| 2005 | Mi abuelo, mi papá y yo    | Esperanza Arias  |
| 2005 | Rosario Tijeras            |                  |
| 2006 | Las cartas del gordo       | Doña María Elena |
| 2011 | El escritor de telenovelas | Anabella         |
| 2013 | La luciérnaga              | Mercedes         |
| 2014 | Todas para uno             | Lily             |
| 2017 | Mariposas Verdes           | Ana              |

## Premios y nominaciones

### Premios TVyNovelas
| Año  | Categoría                              | Telenovela o serie | Resultado |
| ---- | -------------------------------------- | ------------------ | --------- |
| 2017 | Mejor actriz antagónica de serie       | Venganza           | Ganadora  |
| 1997 | Mejor actriz protagónica de telenovela | La viuda de Blanco | Ganadora  |

### Premios India Catalina
| Año  | Categoría                                     | Telenovela o serie | Resultado |
| ---- | --------------------------------------------- | ------------------ | --------- |
| 2018 | Mejor actriz antagónica de telenovela o serie | Venganza           | Nominada  |
| 2013 | Mejor actriz de reparto de telenovela         | Pobres Rico        | Nominada  |

### Otros premios y reconocimientos
Asociación Colombiana de Periodistas del Espectáculo ACPE
- Actriz Protagónica Favorita por La viuda de Blanco

Rating Colombia
- Mejor actriz de reparto por Ana María Fernández de Rico en Pobres Rico (2012)